# Maison De Prez
La maison De Prez est un bâtiment vaudois situé dans le village de Lutry, en Suisse.

## Histoire
La maison De Prez, du nom de la famille alors propriétaire du bâtiment, a été construite au début du XVIe siècle. Elle est bâtie sur trois étages, allant d'un rez-de-chaussée très élevé à un dernier étage écrasé. Sa façade Ouest une des seules de type gothique réalisée en molasse. Elle possède, au rez-de-chaussée, deux puits qui représentent le premier système d'alimentation connu en eau dans le village.
Parfois appelée à tort « le Cloître », la maison se situe au numéro 8 de la rue du Bourg et est inscrite comme bien culturel suisse d'importance nationale. Les deux bâtiments voisins, et en particulier la maison du numéro 6 de la même rue, présentent des façades neutres à la suite de transformations tardives ; elles sont cependant également des exemples d'aménagements gothiques jugés « dans un état de conservation exceptionnel ». Un projet de dégagement et de mise en valeur de ces bâtiments a été initié.